# 日立レール (イタリア)
日立レール（Hitachi Rail S.p.A.）は、大量輸送用の車両を制作するイタリアの企業。2015年（平成27年）2月に日立製作所がフィンメッカニカから買収したアンサルドブレーダ （AnsaldoBreda S.p.A. ）が前身。イギリスに拠点を置く日立レール・リミテッド（Hitachi Rail Ltd.）の子会社で、日立レールイタリア(Hitachi Rail Italy S.p.A.)への改名を経て、2019年4月1日付で現在の社名に変更した。

## 概要
日立製作所傘下で、鉄道車両の機械部品（車体、台車）や電車の電装品（整流器、インバータ、モーター、操作機器）と電気設備の製作と企画を行っている。設計思想はアンサルドブレーダ時代のものを継承している。
車両の操作と車載電子機器に特化したアンサルド・トラスポルティと、鉄道機材の分野で世界的なブレーダ・コストゥルツィオーニ・フェッロヴィアリエとの合併により成立した。
ナポリをはじめ、ピストイア、レッジョ・ディ・カラブリア、パレルモに事業所がある。

## 製品

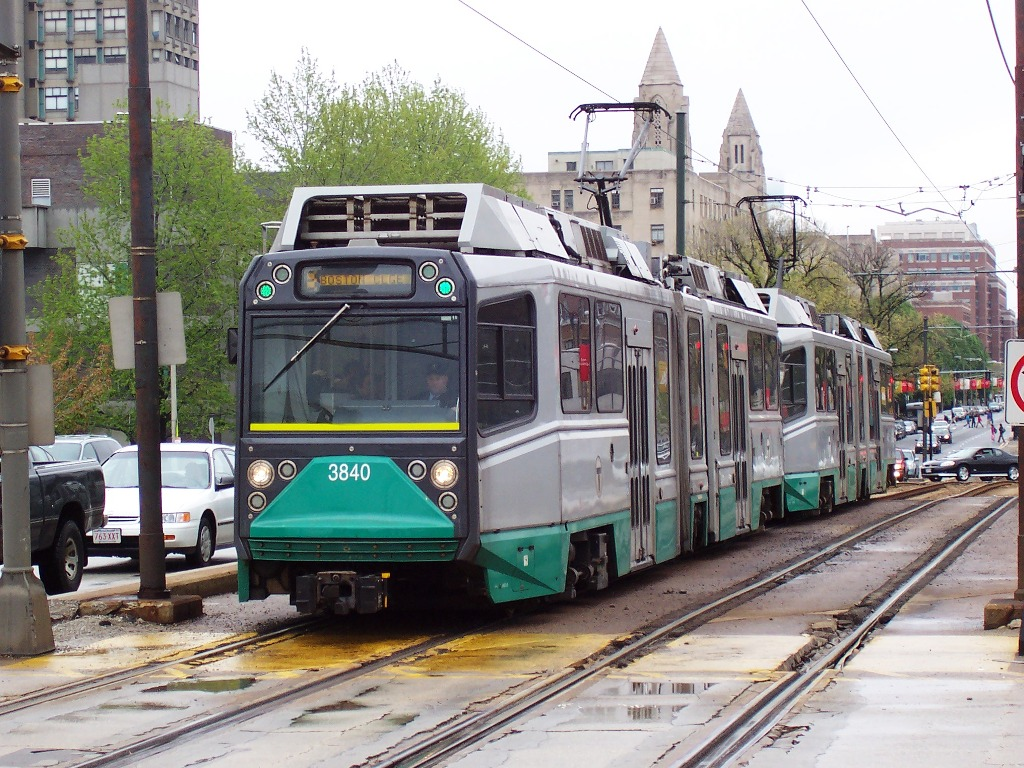
タイプ8
マサチューセッツ湾交通局への納入車両

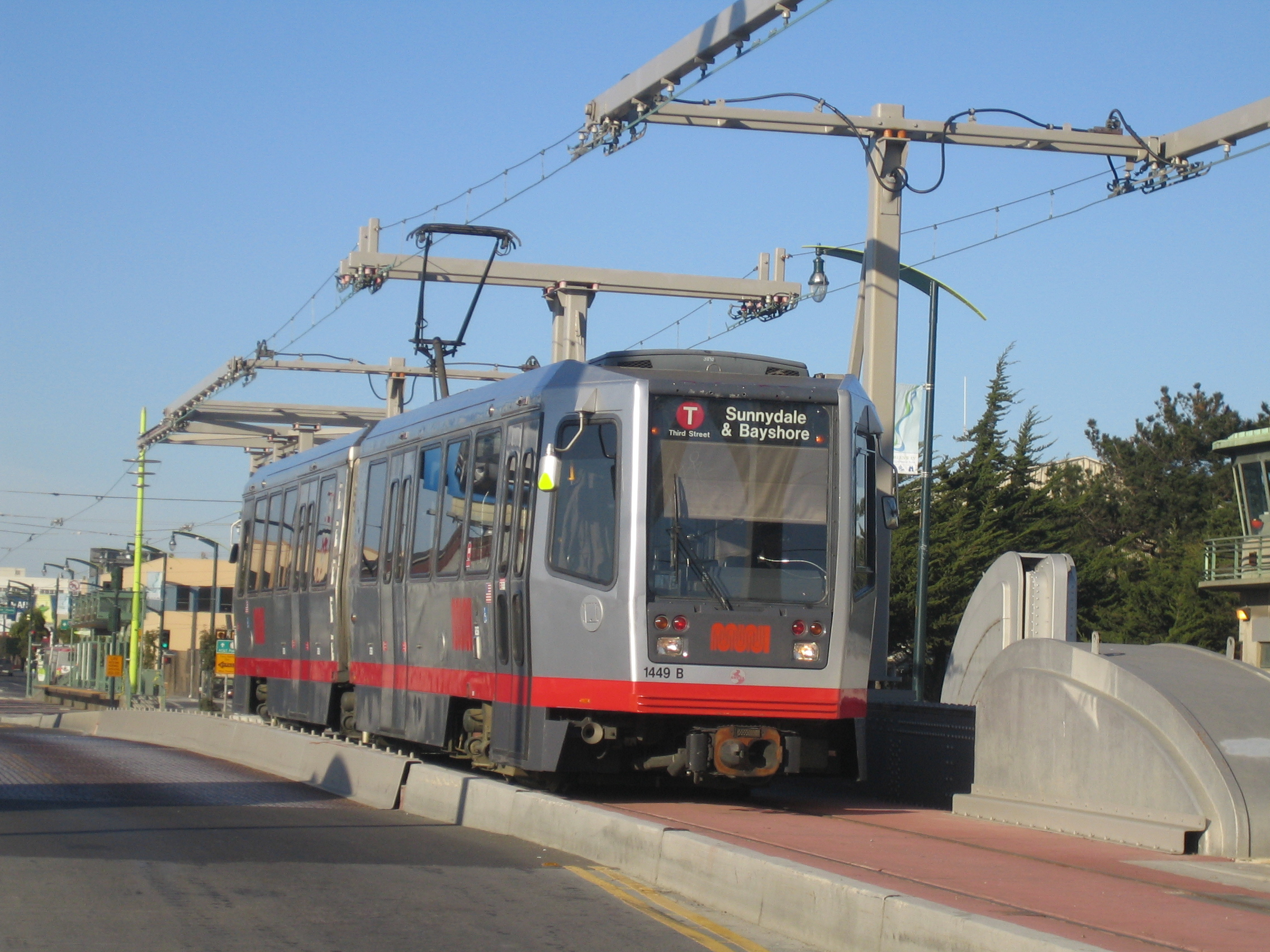
LRV2
サンフランシスコ市営鉄道への納入車両

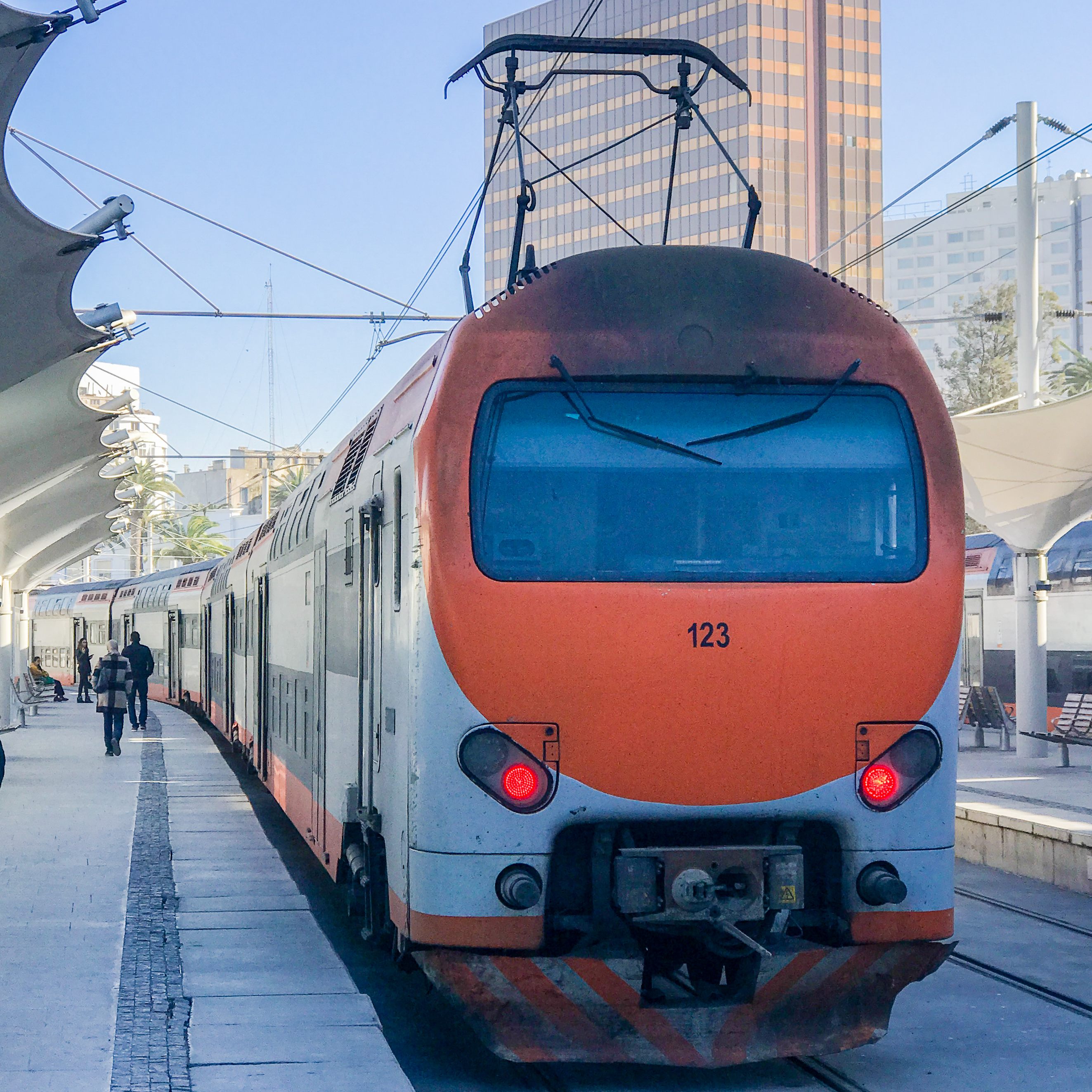
モロッコ鉄道ONCFへの納入車両TAF Z2M

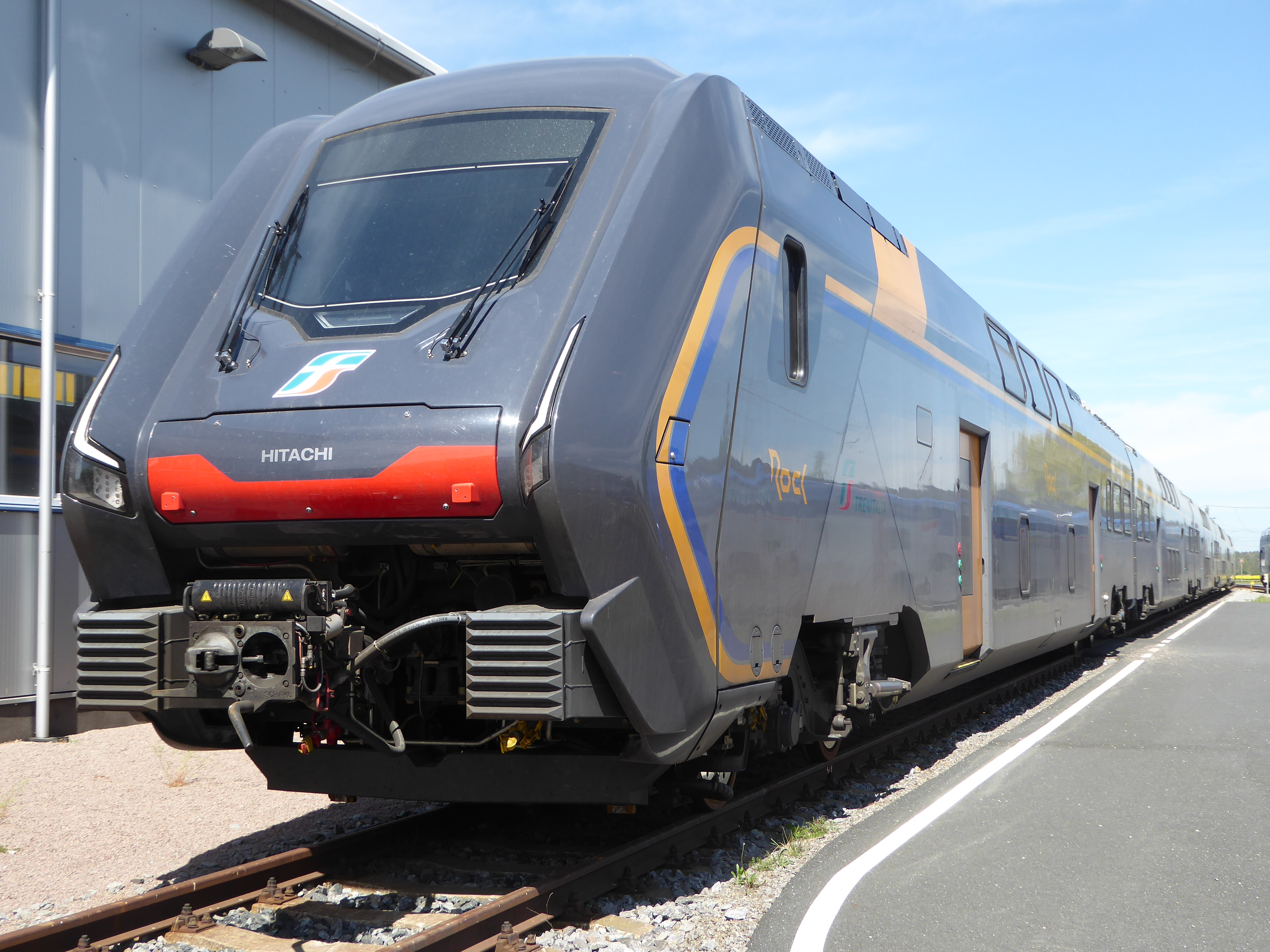
トレニタリア向け『ロック』

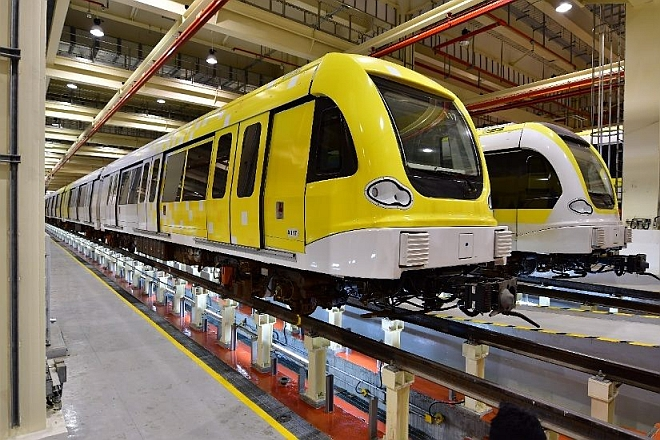
台北捷運環状線電車

イタリア内外に対し、E402やETR500、TAF、シリオなど、多くの鉄道車両を製作した。
イタリア以外では、北米の鉄道事業者からの受注にも力を入れている。ブレダ社時代の1990年代中期頃、マサチューセッツ湾交通局（ボストン）及びサンフランシスコ市営鉄道（サンフランシスコ）からボーイング・バートル社製LRV車両（USSLRV）の老朽代替車両を受注した。これら2都市に対してはその後2000年代まで継続して多数のLRV車両を納入している。
またロサンゼルス郡都市圏交通局(MTA)向け地下鉄電車(レッドラインとブルーライン)およびLRTゴールドラインの製造にも携わっている。なお、この地下鉄電車も1993年当時からの旧ブレダ社時代に建造されており、車両ドアステップにはアンサルド社との合併以前旧称ロゴマークの｢BREDA」が刻印されている。
都市高速鉄道（地下鉄、メトロ）向けにはアンサルドブレーダ時代から無人自動運転対応のドライバーレス・メトロを擁し、日立買収後も受け継がれている。

## 主な受注案件

### アンサルドブレーダ時代
- 2000年ごろ
  - トレニタリア向けイタリア国鉄ETR500電車（アルストム、ボンバルディア・トランスポーテーションと共同受注）
- 2002年
  - デンマーク向け高速鉄道IC4
- 2003年
  - ロサンゼルス郡都市圏交通局向け路面電車
- 2004年
  - オランダとベルギー向けオランダ南高速線V250「フィーラ」
  - モロッコ鉄道 (ONCF)向けにTAF
  - チルクムヴェスヴィアーナ鉄道に24編成
  - LeNORD（英語版）向けに41編成のTAF
- 2009年
  - 台湾の台北捷運環状線向けドライバーレス・メトロ17編成68両[8]
- 2010年
  - トレニタリア向けイタリア国鉄ETR400電車（ボンバルディア・トランスポーテーションと共同受注）

### 日立レールイタリア時代
- 2016年
  - 台湾の新北捷運三鶯線向けドライバーレス・メトロ29編成58両[9]。製造は全編成笠戸事業所が行った[10]。
  - トレニタリアのオール2階建て近郊用車両ロック（イタリア語版）39編成195両（受注時の名称は「カラバッジョ」[11]）

### 日立レールS.p.A時代
- 2019年
  - トレニタリア向けフレッチャロッサ1000（ETR400）の増備分、14編成112両を引き続きボンバルディアと共同受注。この他、これら車両の10年間の保守サービスも契約[12]。

- 2020年
  - トリノ市電（英語版）向け路面電車車両70編成[13]
  - ボンバルディアと共同でILSA社（トレニタリアとスペインのエア・ノストラムが設立した）から23編成184両のフレッチャロッサ1000を受注[14]。日立の受注額は受注総額のうち約6割[15]。
- 2023年
  - トレニタリア社から30編成240両のフレッチャロッサ1000を受注。また今後の需要にあわせて、10編成を追加納入する契約も締結[16]。
  - 日立の「Blues（ブルース）」は、ヨーロッパ初のトライブリッド車両で、イタリアの鉄道会社トレニタリア向けに日立レールが開発しました。電気、バッテリー、ディーゼルエンジンの3つの動力源を搭載し、既存のディーゼル車両に比べCO２排出量を50％削減します。電化路線ではパンタグラフで電力供給を受け、非電化路線ではバッテリーを主に使用、必要に応じてディーゼルエンジンに切り替えます。

### 註釈
1. ↑  イギリス法人の当初の社名は日立レール・ヨーロッパ（Hitachi Rail Europe Ltd.）で[2][3]、イタリア法人と同日付で改名している[4]。